# Antinoüs Braschi
Ne doit pas être confondu avec Antinoüs Braschi (Louvre).
L'Antinoüs Braschi est un marbre sculpté représentant Antinoüs, visible au Musée Pio-Clementino, un des Musées du Vatican.

## Histoire

### La statue
La statue est sculptée après que l'empereur Hadrien ait, en 130 apr. J.-C., déifié son amant Antinoüs, noyé accidentellement peu avant dans le Nil.
L'amant défunt, ici figuré avec la splendeur d'un dieu de l'Olympe, combine, selon le syncrétisme impérial, les vêtements et les traits traditionnels de Dionysos et ceux d'Osiris. Ses habits l'apparentent à Dionysos ou à Osiris.   

### Parcours contemporain
En 1792-93, Gavin Hamilton et Robert Fagan (en) mènent les fouilles de la « villa d'Hadrien » à Palestrina, l'antique Praeneste. Ils qui y découvrent la statue, alors achetée par le comte Braschi, alors pape Pie VI qui la fait transférer au Palazzo Braschi,
où elle est exposée jusqu'en 1844. Elle est alors transférée au musée du Latran puis aux musées du Vatican.

## Description
La statue mesure plus de 3,6 m de haut.
Antinoüs porte sur la tête un diadème avec fruits et pomme de pin, venu, au cours des restauration successives, remplacer l'uræus avec fleur de lotus qu'il portait à l'origine.